# 維什萬卡

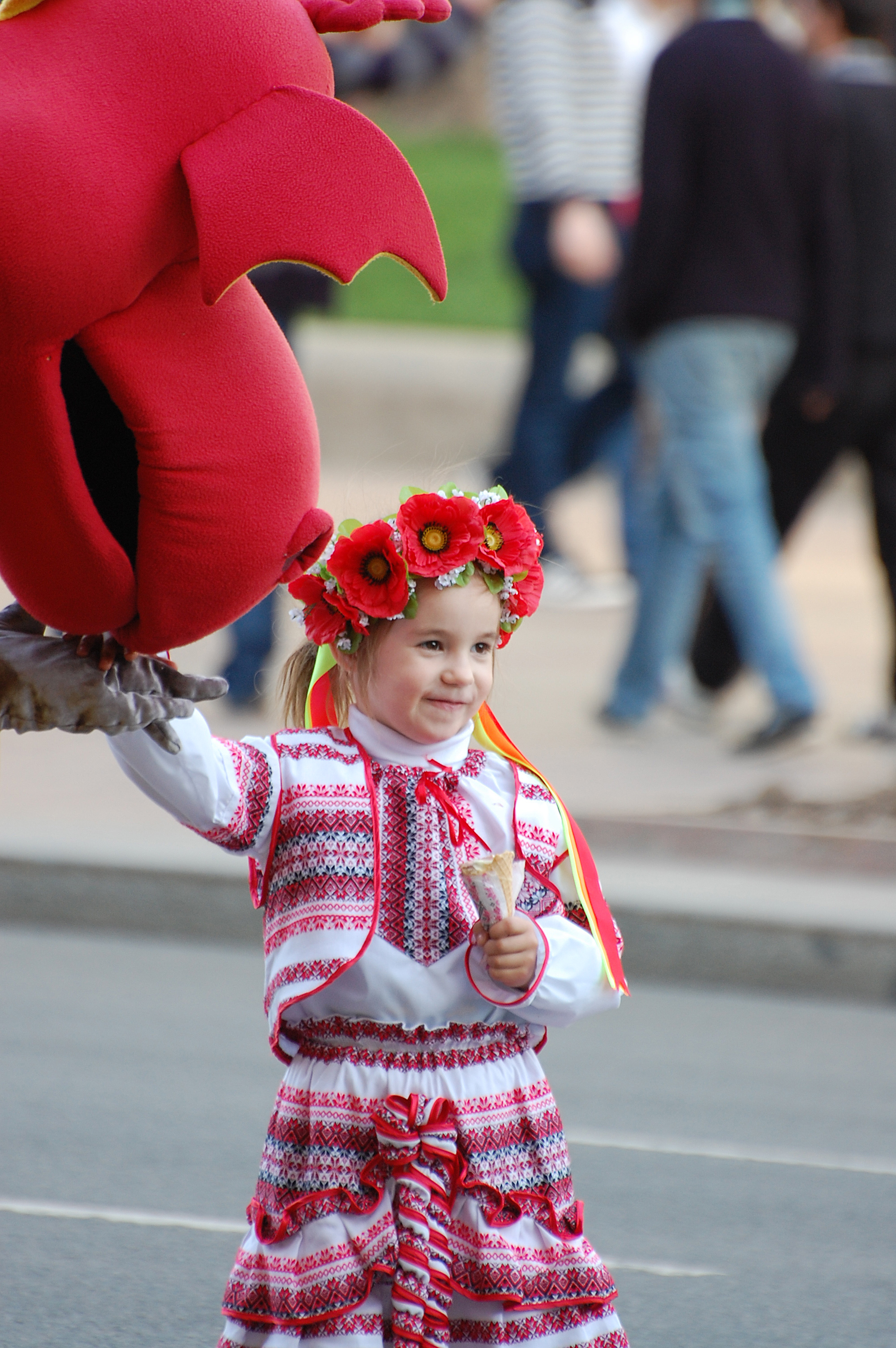
穿著維什萬卡的女孩，2013年

維什萬卡（羅馬化：vyshyvanka；發音：[ʋɪʃɪˈʋɑnkɐ]）是一種主要是烏克蘭人與白俄羅斯人所穿的傳統刺繡衫，並被視為烏克蘭國家象徵。維什萬卡可追溯到公元前九世紀，上面通常會綉上各種花紋，每件刺繡衫上的紋樣都有著自己獨特的含義，圖案也因地區而異。

## 維什萬卡日
維什萬卡日於2006年，由切尔诺夫策大学的學生萊斯婭·沃羅努克（Lesya Voronyuk）發起，後來逐漸發展為國際節慶。它在每年5月的第3個星期四慶祝，旨在團結全世界所有烏克蘭族人，無論其宗教、語言或居住地；該日烏克蘭人會穿著維什萬卡參加遊行。